# Anahita Ratebzad
Anahita Ratebzad, född 1928 i Kabul, död 7 september 2014 i Dortmund, Tyskland, var en afghansk politiker (kommunist).

## Biografi
Ratebzad utbildade sig först till sjuksköterska i Michigan 1950-54, och fortsatte sedan med medicinstudier i Kabul 1962, där hon sedan tog examen som en av landets första kvinnliga läkare. 
Hon grundade 1965 Democratic Women's Organisation of Afghanistan och var dess ordförande 1965-86; när kommunisterna tog makten 1978, blev denna förening regimens organ för kvinnofrågor, och hon fick därmed i praktiken ansvaret för de frågorna. 
Hon var en nära vän och allierad till Babrak Karmal. Hon var socialminister 1978-79, och utbildningsminister 1980. Hon tillhörde det kommunistiska partiets politbyrå 1980-86, och var vice president 1980-85. Hon tillhörde de första fem kvinnliga ministrarna i sitt land.
Hon emigrerade 1992.  